# Theodore Frelinghuysen

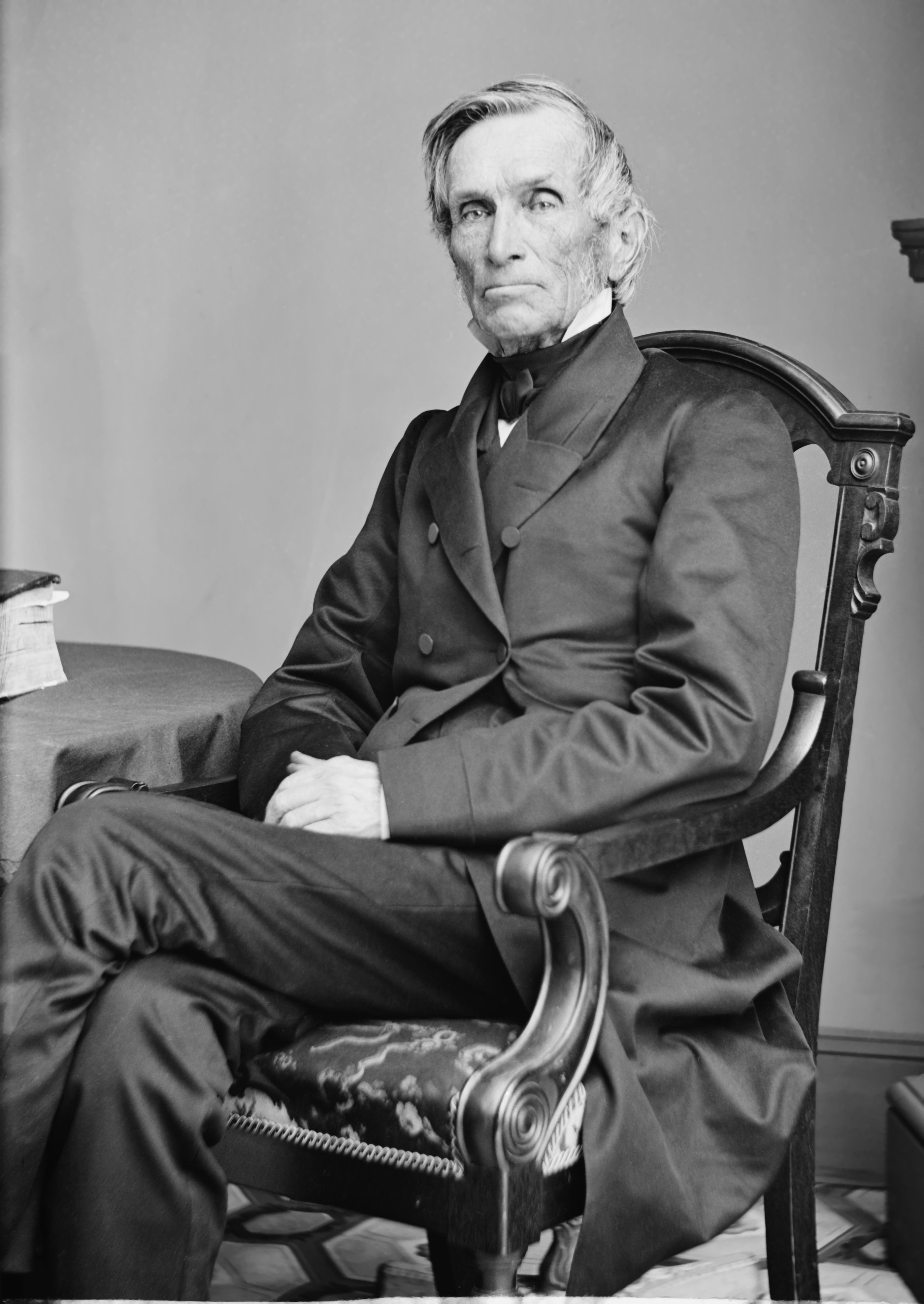
Theodore Frelinghuysen (Fotografie um 1860)

Theodore Frelinghuysen (* 28. März 1787 in Franklin Township, New Jersey; † 12. April 1862 in New Brunswick, New Jersey) war ein amerikanischer Politiker, der die Ämter eines Generalstaatsanwalts von New Jersey, US-Senators und Bürgermeisters von Newark innehatte, ehe er 1844 als Whig für das Amt des Vizepräsidenten kandidierte. Die Gemeinde Frelinghuysen Township wurde 1848 nach ihm benannt.

## Biographie
Frelinghuysen wurde am 28. März 1787 im Somerset County als Sohn von Frederick Frelinghuysen und Catharine Frelinghuysen geboren. Er graduierte 1804 am College of New Jersey, der heutigen Princeton University, und studierte anschließend bei seinem Bruder John und später bei Richard Stockton Recht. 1808 wurde er als Anwalt zugelassen und eröffnete eine Anwaltskanzlei.
1809 heiratete er Charlotte Mercer (1790–1854). Die Ehe blieb kinderlos, aber nach dem Tod seines Bruders Frederick (1788–1820) adoptierte das Paar dessen Sohn Frederick Theodore (1817–1885), den späteren Außenminister der Vereinigten Staaten. Theodore Frelinghuysen heiratete seine zweite Frau Harriet Pumpelly im Jahr 1857.
Er wurde 1817 zum Attorney General des Staates New Jersey ernannt, lehnte eine Berufung an den Obersten Gerichtshof des Staates ab und wurde 1829 Senator für die National Republican Party. In dieser Funktion hielt er eine sechs Stunden dauernde Rede gegen den Indian Removal Act (engl. für Indianerumsiedlungsgesetz), den er zutiefst ablehnte. Dieses Amt hatte er bis 1835 inne.
Von 1839 bis 1844 war er Bürgermeister in Newark und kandidierte 1844 an der Seite von Henry Clay erfolglos als Vizepräsident. Von 1839 bis 1850 war er Präsident der New York University; danach wechselte er in das Amt des Präsidenten des Rutgers College, wo er bis 1862 blieb. Er war von 1826 bis 1861 als Vizepräsident der American Sunday School Union und der American Colonization Society, von etwa 1841 bis 1857 Präsident des American Board of Commissioners for Foreign Missions und leitete in den Jahren 1846 bis 1862 die „American Bible Society“. Er war ein überzeugter Gegner der Sklaverei und wurde auch als der christliche Staatsmann bezeichnet.
Frelinghuysen starb am 12. April 1862 in New Brunswick und wurde dort auf dem Friedhof der „First Reformed Church“ beigesetzt.